# 申葆嘉
申葆嘉（1923年1月—2014年2月15日），江苏省苏州市人，中华人民共和国管理学家。

## 生平
早年毕业于国立西南联合大学经济学系、北京大学经济学系，之后供职于中央人民政府贸易部对外贸易司。1980年，任教于南开大学，著有《旅游学原理》。2008年，被联合国世界旅游组织授予“中国旅游教育与研究终身成就奖”。
2014年2月15日去世。